# Oenanthe
Oenanthe é um gênero de pássaro da família Muscicapidae.

## Espécies
- Oenanthe albifrons  (anteriormente em qualquer Pentholaea ou Myrmecocichla)
- Oenanthe alboniger
- Oenanthe bottae
- Oenanthe chrysopygia
- Oenanthe cypriaca
- Oenanthe deserti
- Oenanthe dubia (anteriormente em Cercomela)
- Oenanthe familiaris (anteriormente em Cercomela)
- Oenanthe finschii
- Oenanthe fusca (anteriormente em Cercomela)
- Oenanthe halophila[2]
- Oenanthe heuglinii
- Oenanthe hispanica
- Oenanthe isabellina
- Oenanthe leucopyga
- Oenanthe leucura (espécie-tipo)
- Oenanthe lugens
- Oenanthe lugentoides
- Oenanthe lugubris
- Oenanthe melanoleuca
- Oenanthe melanura (anteriormente em Cercomela)
- Oenanthe moesta
- Oenanthe monacha
- Oenanthe oenanthe
- Oenanthe phillipsi
- Oenanthe picata
- Oenanthe pileata
- Oenanthe pleschanka
- Oenanthe scotocerca  (anteriormente em Cercomela)
- Oenanthe seebohmi[2]
- Oenanthe warriae[2]
- Oenanthe xanthoprymna